# یک روز در ییلاق
یک روز در ییلاق (انگلیسی: A day in the country) با نام، اصلیِ گردشی بیرون شهر (فرانسوی: Partie de campagne‎) فیلمی در ژانر درام و رمانتیک به کارگردانی ژان رنوآر است که در سال ۱۹۳۶ منتشر شد. از بازیگران آن می‌توان به ژان رنوآر، ژرژ باتای و ژاک بکر اشاره کرد. او فیلم را به علت آب و هوای نامساعد، هیچ‌گاه به پایان نرساند. در ۱۹۴۶، تهیه‌کننده فیلم، آن‌چه فیلم‌برداری شده بود را به صورت یک فیلم منتشر کرد و فیلم در ۱۹۵۰، در آمریکا توسط ژوزف برستین به نمایش درآمد.